# Antonio Giuseppe Gattino
Antonio Giuseppe Gattino (Meugliano, 2 gennaio 1802 – Torino, 28 febbraio 1853) è stato un politico italiano.
Fu Consigliere comunale di Torino, Membro del Consiglio generale dell'Amministrazione del debito pubblico negli Stati di Terraferma, Direttore del Regio manicomio e Direttore economo dell'Opera pia e ospedale "S. Luigi Gonzaga" di Torino.
Venne nominato senatore del Regno di Sardegna il 14 ottobre 1848.